# Todesfall Breonna Taylor

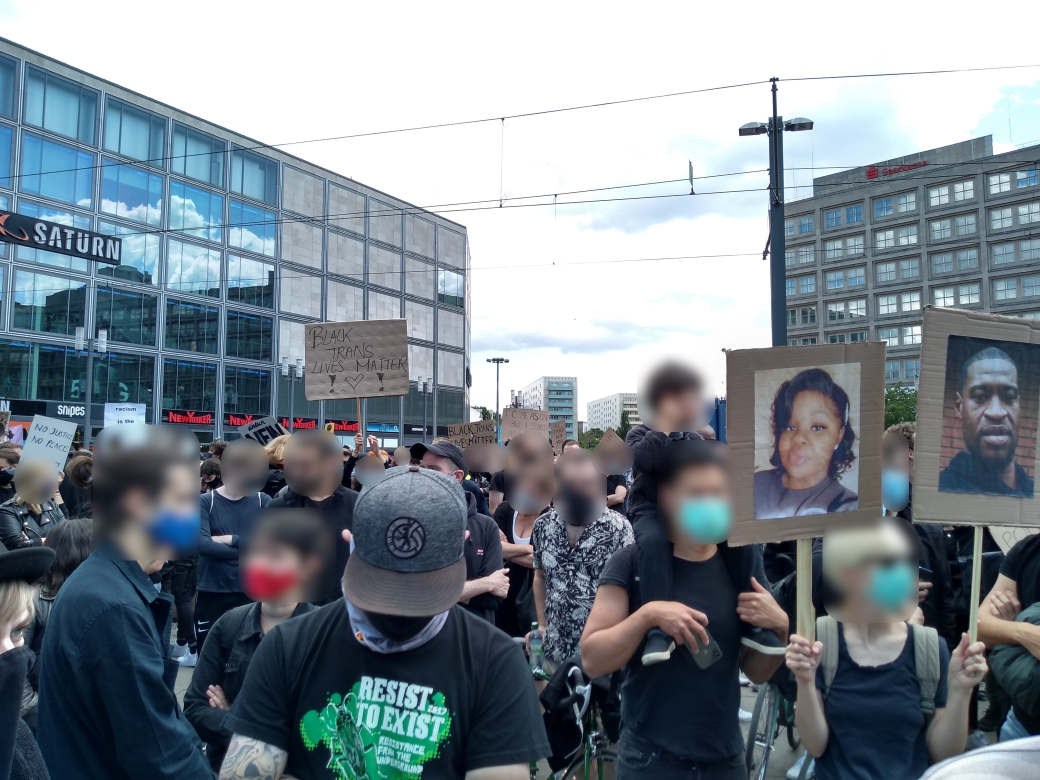
Antirassistische Demonstration in Berlin am 6. Juni 2020; rechts im Bild Plakate mit Porträts von Breonna Taylor und George Floyd

Der Todesfall Breonna Taylor ereignete sich in der Nacht zum 13. März 2020 in Louisville (Kentucky) in den USA. Die Afroamerikanerin Breonna Taylor (* 5. Juni 1993) wurde nachts in ihrer eigenen Wohnung bei einem Schusswechsel zwischen ihrem Partner und der Polizei von dieser erschossen. Im Zuge der öffentlichen Aufmerksamkeit zum gewaltsamen Tod des Afroamerikaners George Floyd ab dem 25. Mai 2020 wurde Taylors gewaltsamer Tod einer von mehreren Fällen, die bei den landesweiten Protesten gegen Polizeigewalt gegen Schwarze im Fokus standen.

## Vorfall
Die 26-jährige Afroamerikanerin Breonna Taylor, die als Rettungssanitäterin (emergency medical technician) arbeitete, lebte in einer Wohnung im Südwesten der Großstadt Louisville in Kentucky.
Im Zuge von Ermittlungen gegen mutmaßliche Drogenhändler hegten Ermittler des Louisville Metropolitan Police Department (LMPD) den Verdacht, Taylors Ex-Freund Jamarcus G., mit dem sie immer noch eine Freundschaft verband, benutze ihre Wohnung als Versteck für Drogen oder Geld aus Drogenhandel und/oder benutze Taylors Adresse für den Empfang von Postsendungen im Zusammenhang mit kriminellen Handlungen. 
Obwohl sie selbst nicht Hauptverdächtige war und der eigentliche Ort des mutmaßlichen Drogenhandels mehr als 15 km von ihrer Wohnung entfernt lag, stellte ein Richter einen Durchsuchungsbeschluss aus, der die Polizei ermächtigte, in Taylors Wohnung einzudringen, ohne sich anzukündigen oder sich als Angehörige der Polizei zu erkennen zu geben. Der Durchsuchungsbeschluss erstreckte sich auch auf Taylors Ex-Freund und einen weiteren Verdächtigen sowie auf zwei Kraftfahrzeuge der Verdächtigen.
Am 13. März 2020 kurz vor 1:00 Uhr morgens stürmten daraufhin drei in Zivil gekleidete Angehörige der Criminal Interdiction Division des LMPD die Wohnung, in der sich Breonna Taylor und ihr Lebenspartner Kenneth W. im Bett aufhielten. Die Beamten trugen keine Body-Cams, so dass keine Videoaufnahmen des Einsatzes existieren. 
Die Wohnungstür hatten sie mit einem Rammbock aufgebrochen. W. feuerte einen Schuss auf die Polizisten ab und verletzte einen von ihnen am Bein. Die Polizisten erwiderten das Feuer. Dabei wurde Breonna Taylor von mindestens acht Projektilen getroffen und tödlich verletzt.
Nach Angaben der Polizisten hatten diese, obwohl sie gemäß dem Durchsuchungsbeschluss nicht dazu verpflichtet waren, vor dem gewaltsamen Eindringen in die Wohnung geklopft und sich als Polizeiangehörige identifiziert. Kenneth W. versicherte, es sei zwar laut gegen die Tür geschlagen worden, jedoch hätten die Polizisten sich nicht als solche zu erkennen gegeben. 
W. gab an, die Eindringlinge für Einbrecher gehalten zu haben, um sein Leben und das seiner Partnerin gefürchtet und in Notwehr geschossen zu haben. Nach Angaben der Anwälte von Taylors Familie war W.s Waffe auf ihn als Besitzer angemeldet. Taylor hatte keinerlei Vorstrafen, W. zumindest keine für Verbrechen (Felonies). Sein Name war auf dem Durchsuchungsbeschluss nicht erwähnt. 
Kurz nach den Schüssen rief W. die Notrufnummer 911 an und sagte am Telefon: „Jemand hat die Tür eingetreten und meine Freundin niedergeschossen“.
Der Hauptverdächtige, Taylors Ex-Freund Jamarcus G., befand sich zur Zeit des tödlichen Polizeieinsatzes mehr als 15 km entfernt unter polizeilicher Beobachtung und wurde zwei Stunden später festgenommen. 
Dieser Umstand wurde später von den Anwälten von Taylors Familie als besonders gravierend hervorgehoben. Dass der Hauptverdächtige bereits an anderem Ort lokalisiert gewesen sei, mache es restlos unverständlich, wieso die Wohnung mitten in der Nacht erstürmt worden sei.

## Ermittlungen, politische Konsequenzen, Medienecho, Proteste
Breonna Taylors Tötung löste zunächst kein größeres Medienecho aus. Erst etwa zwei Monate nach dem Vorfall wurde ihm nennenswerte Aufmerksamkeit zuteil. Am 18. Mai 2020 nahm das FBI Ermittlungen auf. 
Einen Tag später gab Bezirksstaatsanwalt Thomas B. Wine bekannt, dass er die Anklage wegen Mordversuchs an Polizisten, die er gegen Kenneth W. erhoben hatte, zumindest bis zum Abschluss der Ermittlungen des FBI zurückziehen werde.
Der Bürgermeister von Louisville, Greg Fischer, kündigte als Konsequenz aus dem Fall Taylor an, Anträge auf „no-knock warrants“, also Durchsuchungsbefehle, die von der Polizei keine vorherige Ankündigung durch Anklopfen erforderten, würden in Zukunft nur noch nach Genehmigung durch den Polizeichef oder einen Stellvertreter einem Richter vorgelegt werden. Ende Mai gab er ein generelles Moratorium für diese Art Durchsuchungsbefehle bekannt. 
Außerdem kündigte Fischer weitere Maßnahmen zur Transparenz der Polizeiarbeit an, inklusive der Ernennung eines neuen Polizeichefs. Am 21. Mai wurde angeordnet, dass Polizeibeamte des Louisville Metropolitan Police Department (LMPD) Kameras zu tragen haben. Der Polizeichef des LMPD erklärte seinen Rücktritt.
Nach dem Todesfall George Floyd am 25. Mai 2020 wurde Taylors Tod einer von mehreren weiteren Fällen, die bei den folgenden Protesten in den USA als prominente Beispiele für Polizeigewalt gegen Schwarze Beachtung fanden. 
Am 29. Mai 2020 kam es in Louisville zu Protesten aufgrund Taylors Tötung, bei denen 500 bis 600 Personen durch das Stadtzentrum marschierten. Bei gewaltsamen Konfrontationen mit der Polizei wurden dabei sieben Menschen von Schüssen getroffen.
Taylors Schwester kritisierte auf ihrer Facebook-Seite Vandalismus von Seiten einiger der Protestteilnehmer und warf ihnen vor, nicht im Sinn ihrer Schwester zu handeln. Taylors Familie rief dazu auf, die Proteste und die Erinnerung an Taylor auf friedliche Weise fortzusetzen: 

“Breonna’s legacy will not be forgotten. And it’s because of all of us saying her name and demanding justice. We are saying her name more each day. Thank you. Please keep saying her name. Please keep demanding justice and accountability, but let’s do it the right way without hurting each other.”

„Breonnas Vermächtnis wird nicht vergessen werden. Und das, weil wir alle ihren Namen nennen und Gerechtigkeit verlangen. Wir nennen ihren Namen jeden Tag mehr. Danke. Bitte nennt ihren Namen weiterhin. Bitte verlangt weiter Gerechtigkeit und Rechenschaft, aber lasst es uns auf die richtige Art und ohne einander zu verletzen tun.“

Taylors Familie reichte eine Klage gegen das LMPD ein und beschuldigte die an dem Erstürmen der Wohnung beteiligten Polizisten der Körperverletzung, unrechtmäßiger Tötung (Wrongful death), unverhältnismäßiger Gewaltanwendung und grober Nachlässigkeit. Am 4. Juni 2020 gab der Musiker Kanye West bekannt, die Rechtsanwaltskosten für die Klage der Familie Taylors gegen das Louisville Metro Police Department übernehmen zu wollen. 
Am Freitag, dem 5. Juni 2020, Taylors Geburtstag, erinnerten Gedenkmärsche und eine Kampagne Say Her Name auf Sozialen Medien, an der sich auch die beiden US-Senatoren Cory Booker und Kamala Harris beteiligten, an Taylor.
Am 12. Juni 2020 beschloss der Stadtrat von Louisville einstimmig „Breonna’s Law“, das „no-knock-search warrants“, also Durchsuchungsbeschlüsse, bei denen sich die Polizei nicht vorab als solche identifizieren muss, im Stadtgebiet verbietet. 
Am 19. Juni gab die Stadt bekannt, dass einer der drei Polizisten, die die Wohnung gestürmt hatten, Brett H., aus dem Polizeidienst entlassen werden solle. Zwar gab die Stadt offiziell zunächst keine Details zu den Gründen bekannt, jedoch veröffentlichte die Zeitung Louisville Courier Journal einen Brief des geschäftsführenden Polizeichefs Robert Schroeder an H., in dem Schroeder ihm vorwarf, 10-mal blind in die Wohnung gefeuert zu haben.
Anfang Juli 2020 beschuldigten die Anwälte von Taylors Familie Stadt und Polizei, der Einsatz in Breonna Taylors Wohnung sei Teil eines Vorhabens zur „Säuberung“ ihrer Straße im Rahmen eines von Bürgermeister Greg Fischer geplanten großen Immobilienprojekts und damit verbundener Gentrifizierung des betreffenden Stadtviertels gewesen. Die erst kurz vor dem Einsatz gegründete Polizeieinheit Place-Based Investigations (PBI), der die beteiligten Polizisten angehörten, habe, so die Rechtsanwälte, zahlreiche Regeln auf allen Ebenen verletzt. 
Die Stadtverwaltung wies den Vorwurf, bei dem Immobilienprojekt handle es sich um Gentrifizierung, zurück.
Am 15. September 2020 gaben Anwälte von Taylors Familie und Vertreter der Stadt Louisville auf einer gemeinsamen Pressekonferenz bekannt, einen Vergleich geschlossen zu haben, nach dem die Stadt der Familie 12 Millionen US-Dollar zahlen werde und sich zu bestimmten Reformen der Polizei verpflichte. Unter anderem sollen danach Durchsuchungsbeschlüsse stets von einem hochrangigen Polizisten bewilligt werden müssen, und Polizisten, die in ein Viertel mit niedrigem Durchschnittseinkommen umzuziehen bereit sind, in dem sie Streife fahren, sollen finanzielle Unterstützung erhalten.
Am 23. September 2020 erklärte die Grand Jury des Jefferson County die Schüsse für rechtens und entschied, keinen Polizisten für den Tod von Breonna Taylor zur Rechenschaft zu ziehen. Nur einer wurde angeklagt – aber nicht wegen der Schüsse auf Taylor. Die Anklage gegen den Polizisten Brett Hankison lautet auf „mutwillige Gefährdung“, weil einige seiner Kugeln bei der Wohnungsdurchsuchung auch drei Nachbarwohnungen getroffen hatten und er dort andere Bewohner durch Schüsse gefährdet hatte. Dagegen wurde die Beschießung von Taylors Apartment als rechtens eingestuft, weil die Polizisten sich verteidigt hätten. 
Um einen Kommentar gebeten, brach Präsident Trump die Fragerunde ab, um einen „Notruf“ zu tätigen, später meldete sich Trump dann aber doch noch zu Wort. Trump verlas eine Erklärung des Justizministers von Kentucky Daniel Cameron, und sagte, dieser mache einen „fantastischen Job“ und erklärte: „Er ist ein Star“. Hingegen kritisierte der Bürgerrechtsanwalt Benjamin Crump, der auch die Familie von Breonna Taylor vertrat, die Entscheidung der Grand Jury als „empörend und beleidigend“. Auch Lonita Baker, eine weitere Anwältin der Familie Taylor, bezeichnete die Entscheidung als „beleidigend und ungeheuerlich“: „Breonna Taylor war unbewaffnet, eine unschuldige Person, auf die in dieser Nacht nicht hätte geschossen werden dürfen.“
Auf die umstrittene Justizentscheidung folgte ein Proteststurm. 
In mehreren Städten, darunter Los Angeles, Dallas, Minneapolis, New York, Chicago, Atlanta, Cincinnati, Denver, Nashville, Philadelphia, Seattle, San Diego, Las Vegas und Portland, kam es daraufhin erneut zu Demonstrationen gegen Ungleichbehandlung und Polizeibrutalität. Dabei kam es zu Zusammenstößen zwischen der Polizei und Demonstranten.
Aus Angst vor Ausschreitungen wurde die Nationalgarde nach Louisville beordert und eine dreitägige Ausgangssperre in den Abend- und Nachtstunden verhängt. Eine Gruppe von schwer bewaffneten Männern, die sich als Mitglieder der rechtsextremen Miliz Oath Keepers bezeichneten, postierten sich um eine Tankstelle in der Innenstadt. 
Die mit automatischen Gewehren und Nachtsichtgeräten ausgerüsteten Männer erklärten, die Ladenbesitzerin habe die Miliz gebeten, ihre Ladenzeile zu schützen.
Am 25. September 2020 verhaftete die Polizei in Louisville während der Proteste 127 Menschen, darunter auch die Abgeordnete des Kongresses von Kentucky Attica Scott. Scott war die einzige afroamerikanische Repräsentantin in Regionalparlament und hatte sich für Polizeireformen („Breonna’s Law“) eingesetzt. Gegen Scott wurde ein Ermittlungsverfahren wegen „Aufruhr“ und „Widerstand gegen die Staatsgewalt“ eingeleitet. Sie bezeichnete die Anklage als „absurd“.
Breonna Taylors Familie verlangte die Freigabe der Beweise von den Behörden in Kentucky. Sie forderte alle Aufnahmen der Body-Cams, der Polizeiakten und die Protokolle der Anhörungen der Grand Jury, die zu keiner Anklage gegen die Polizisten führten, sollten veröffentlicht werden.
Im August 2022 bekannte sich eine ehemalige Polizistin schuldig, Dokumente gefälscht zu haben, aufgrund derer der Durchsuchungsbefehl für Taylors Wohnung ausgestellt wurde. Neben ihr wurde gegen zwei weitere Polizisten wegen gefälschter Angaben, die zum Durchsuchungsbeschluss führten, und gegen einen wegen übermäßiger Gewaltanwendung Anfang August 2022 vor einem Bundesgericht Anklage erhoben. Letzterer wurde im November 2024 wegen übermäßiger Gewaltanwendung schuldig gesprochen.